# Verkilambi
Verkilambi è una suddivisione dell'India, classificata come town panchayat, di 17.982 abitanti, situata nel distretto di Kanyakumari, nello stato federato del Tamil Nadu. In base al numero di abitanti la città rientra nella classe IV (da 10.000 a 19.999 persone).

## Geografia fisica
La città è situata a 08° 15' 55 N e 77° 19' 01 E.

## Società

### Evoluzione demografica
Al censimento del 2001 la popolazione di Verkilambi assommava a 17.982 persone, delle quali 8.784 maschi e 9.198 femmine. I bambini di età inferiore o uguale ai sei anni assommavano a 1.953, dei quali 1.002 maschi e 951 femmine. Infine, coloro che erano in grado di saper almeno leggere e scrivere erano 13.448, dei quali 6.681 maschi e 6.767 femmine.